# Guaimbê
Guaimbê é um município brasileiro do estado de São Paulo. Localiza-se a uma latitude 21º54'36" sul e a uma longitude 49º53'48" oeste, estando a uma altitude de 469 metros. Sua população estimada em 2004 era de 5.242 habitantes. O município é formado pela sede e pelo distrito de Fátima.

## Toponímia
O topônimo Guaimbê é derivado do córrego de mesmo nome, que passa próximo à zona urbana municipal. O nome desse curso d'água é de origem tupi e significa "cipó de amarrar" ou "cipó imbê" (Thaumatophyllum bipinnatifidum).

## História
Localizada entre os rios Aguapeí e Tibiriçá, as terras do atual município começaram a ser colonizadas em 1923, quando eram uma fazenda do Dr. João Domingues Sampaio. Receberam a incumbência de colonização dessa propriedade rural os senhores Shuhei Uetsuka e Uamani Kaniti e o engenheiro Kazuo Hakaishima, os quais, auxiliados por imigrantes japoneses, derrubaram as matas e construíram as primeiras estradas e em seguida dividiram a fazenda em lotes menores, alguns dos quais pertencentes a um povoado nas margens do Córrego Guaimbê, o Segundo Núcleo Colonial Uetsuka, que anos depois mudou o seu nome para Vila Sampaio, em homenagem ao proprietário das terras. Posteriormente, foi adotado o nome Guaimbê, devido ao curso d'água.
Esses povoado foi recebendo, ao longo do tempo, pessoas de outras origens, como italianos, mineiros e nordestinos.
O Decreto-Lei Estadual nº 6499, de 12 de Junho de 1934, elevou o povoado de Guaimbê à categoria de distrito, inicialmente subordinado ao município de Lins. Dez anos depois, pelo Decreto-Lei Estadual nº 14334, de 30 de novembro de 1944, esse distrito passou a fazer parte do novo município de Getulina.
Em 30 de dezembro de 1953, por meio do Decreto Lei-Estadual nº 2456, homologado pelo Decreto-Lei Estadual nº 165 de 24 de junho de 1954, Guaimbê se tornou um município, emancipando-se de Getulina, mas ainda pertencendo à sua comarca. A instalação ocorreu em 1° de janeiro de 1955, com a posse do primeiro prefeito, Osires Souza e Silva.
A formação territorial de Guaimbê se consolidou em 1959, quando, por meio da Lei Estadual 5.285, de 18 de fevereiro daquele ano, foi criado o distrito de Fátima.

## Geografia
O município possui uma área de 217,448 km².

### Demografia
Dados IBGE 2010
População total: 5.425 
- Urbana: 4.740
- Rural: 685
  - Homens: 2.697
  - Mulheres: 2.728

Densidade demográfica (hab./km²): 24,95
Mortalidade infantil até 1 ano (por mil): 15,10
Expectativa de vida (anos): 74,77
Taxa de fecundidade (filhos por mulher): 2,06
Taxa de alfabetização: 88,7%
Índice de Desenvolvimento Humano (IDH-M): 0,728
- IDH-M Renda: 0,675
- IDH-M Longevidade: 0,830
- IDH-M Educação: 0,689

### Hidrografia
- Rio Tibiriçá
- Rio Aguapeí
- Córrego Guaimbê

### Rodovias
- BR-153
- Estrada Vicinal SP-333 (Guaimbê - Júlio Mesquita)

## Infraestrutura

### Comunicações
O sistema de telefones automáticos foi inaugurado na cidade em 1977 pela Telecomunicações de São Paulo (TELESP), que também implantou o sistema de discagem direta à distância (DDD) em 1986 com o código de área (0145). Anteriormente a cidade era atendida pela Companhia de Telecomunicações do Estado de São Paulo (COTESP).
Na década de 90 o código DDD da cidade foi alterado para (014), para padronização do sistema telefônico com a telefonia celular que estava sendo implantada em todo o estado.

## Religião
O Cristianismo se faz presente na cidade da seguinte forma:

### Igreja Católica
- A igreja faz parte da Diocese de Lins.[17]

### Igrejas Evangélicas
Entre as igrejas protestantes históricas, pentecostais e neopentecostais, encontram-se na cidade:
- Assembleia de Deus Ministério do Belém.[19][20]
- Congregação Cristã no Brasil.[21]